# Bill Antonio
Bill Leeroy Antonio (Harare, 3 settembre 2002) è un calciatore zimbabwese, attaccante del Malines e della nazionale zimbabwese.

## Carriera

### Club
Dopo aver giocato in patria con i Dynamos nel 2022 è stato ceduto al Malines, club della prima divisione belga; dopo una stagione nelle giovanili del club giallorosso, a partire dal 2023 è stato aggregato alla prima squadra.

### Nazionale
Debutta con la nazionale zimbabwese l'11 novembre 2021 in occasione dell'incontro di qualificazione per i Mondiali del 2022 perso 1-0 contro il Sudafrica.
Il 21 dicembre seguente viene incluso nella lista dei preconvocati per la Coppa delle nazioni africane 2021.

## Statistiche

### Cronologia presenze e reti in nazionale
| Cronologia completa delle presenze e delle reti in nazionale ― Zimbabwe | Cronologia completa delle presenze e delle reti in nazionale ― Zimbabwe | Cronologia completa delle presenze e delle reti in nazionale ― Zimbabwe | Cronologia completa delle presenze e delle reti in nazionale ― Zimbabwe | Cronologia completa delle presenze e delle reti in nazionale ― Zimbabwe | Cronologia completa delle presenze e delle reti in nazionale ― Zimbabwe | Cronologia completa delle presenze e delle reti in nazionale ― Zimbabwe | Cronologia completa delle presenze e delle reti in nazionale ― Zimbabwe |
| Data                                                                    | Città                                                                   | In casa                                                                 | Risultato                                                               | Ospiti                                                                  | Competizione                                                            | Reti                                                                    | Note                                                                    |
| ----------------------------------------------------------------------- | ----------------------------------------------------------------------- | ----------------------------------------------------------------------- | ----------------------------------------------------------------------- | ----------------------------------------------------------------------- | ----------------------------------------------------------------------- | ----------------------------------------------------------------------- | ----------------------------------------------------------------------- |
| 11-11-2021                                                              | Johannesburg                                                            | Sudafrica                                                               | 1 – 0                                                                   | Zimbabwe                                                                | Qual. Mondiali 2022                                                     | -                                                                       | 85’                                                                     |
| Totale                                                                  |                                                                         | Presenze                                                                | 1                                                                       |                                                                         | Reti                                                                    | 0                                                                       |                                                                         |